# UiPath
UiPath este o companie globală de software care dezvoltă o platformă pentru automatizarea proceselor robotizate (RPA sau RPAAI).

## Istoric
UiPath a fost fondată în 2005 de antreprenorii români Daniel Dines și Marius Tîrcă. Compania a început din București, România și ulterior a deschis birouri în Londra, New York, Bangalore, Paris, Singapore, Washington, DC și Tokyo. În 2017, compania a raportat 590 de angajați și și-a mutat sediul la New York pentru a fi mai aproape de baza sa internațională de clienți. În 2016, compania avea 100 de clienți, crescând la 700 de clienți în 2017. În 2019, UiPath a ajuns la 5.000 de clienți din întreaga lume.
În septembrie 2019 UiPath a fost clasat pe locul 3 pe Forbes Cloud 100. Compania a fost articolul principal al ediției tipărite a Forbes din 30 septembrie 2019 alături de CEO-ul UiPath, Daniel Dines, numit „Boss of the Bots”.
UiPath a fost clasată pe primul loc în Deloitte Technology Fast 500 pe 6 noiembrie 2019.
În aprilie 2020 UiPath a fost numită cea mai bună companie de tehnologie și locul 2 în clasamentul Financial Times 1000, FT1000: Companiile cu cea mai rapidă creștere din America în 2020.
În iunie 2020 UiPath a fost numit la CNBC Disruptor 50 2020.
Pe 16 septembrie 2020 UiPath s-a clasat pe locul 3 pe Forbes Cloud 100 2020 pentru al doilea an consecutiv.
La sfârșitul anului 2020, compania a depus actele pentru listarea la Bursă în 2021.

## Finanțări
În august 2015, UiPath a încheiat o rundă inițială de finanțare inițială de 1,6 milioane de dolari SUA condusă de Earlybird Venture Capital, cu Credo Ventures și Seedcamp ca susținători.
În aprilie 2017, UiPath a primit o investiție de 30 de milioane de dolari într-una dintre cele mai mari runde de finanțare din seria A din Europa, condusă de Accel. S-au alăturat și investitorii anteriori Earlybird Venture Capital, Credo Ventures și Seedcamp.
Pe 6 martie 2018, UiPath a primit o investiție de 153 milioane de dolari de la Accel, CapitalG și Kleiner Perkins Caufield & Byers, evaluând compania la 1,1 miliarde de dolari.
La 18 septembrie 2018, UiPath a strâns 225 de milioane de dolari în runda de finanțare condusă de CapitalG și Sequoia Capital la o evaluare de 3 miliarde de dolari.
La 30 aprilie 2019, UiPath a strâns 568 de milioane de dolari într-o rundă de finanțare din seria D condusă de fondul speculativ Coatue Management, cu participarea Alphabet's CapitalG, Sequoia, Accel, Madrona Venture Group, IVP, Dragoneer, Wellington, Sands Capital și fonduri recomandate de T. Rowe Price & Associates. De asemenea, compania solicită acum o evaluare de 7 miliarde de dolari.
La 13 iulie 2020, UiPath a strâns 225 de milioane de dolari la o evaluare de 10,2 miliarde de dolari.